# اولگ مولیبوگا
اولگ مولیبوگا (روسی: Олег Алексеевич Молибога؛ زادهٔ ۲۷ فوریهٔ ۱۹۵۳ – ۹ ژوئن ۲۰۲۲) یک بازیکن والیبال اهل روسیه بود.